# Stdarg.h
stdarg.h는 C의 C 표준 라이브러리의 헤더로 인자 수를 제한 없이 할 수 있도록 하는 함수를 허용할 수 있도록 한다. 이 헤더는 알려지지 않는 숫자나 타입의 함수 인자 목록을 통한 절차를 위한 기능을 제공한다. C++에서는 이 기능을 cstdarg에서 제공한다.
stdarg.h의 내용은 가변 함수라 불리는 다른 함수 (예 - vprintf)에 쓰이나 일반적으로 가변 함수에 쓰인다.

## 가변 함수 선언
가변 함수는 임의 개수의 인자가 쓰이고 마지막 인자 대신 줄임표에 의해 선언되는 함수이다. 이를 이용한 함수의 예시로 printf가 있다. 일반적으로 다음과 같이 선언할 수 있다.
```
int
 
check
(
int
 
a
,
 
double
 
b
,
 
...);

```

가변 함수는 최소 하나의 인자는 가져야 한다. 따라서 다음 예시는
```
char
 
*
wrong
(...);

```

는 C에서 허용되지 않는다. (C++에선 가능) C에서, 콤마는 줄임표 앞에 있어야 하나 C++에선 그렇지 않아도 된다.

## 예시
```
#include
 
<stdio.h>

#include
 
<stdarg.h>

/* print all args one at a time until a negative argument is seen;

   all args are assumed to be of int type */

void
 
printargs
(
int
 
arg1
,
 
...)

{

  
va_list
 
ap
;

  
int
 
i
;

  
va_start
(
ap
,
 
arg1
);

  
for
 
(
i
 
=
 
arg1
;
 
i
 
>=
 
0
;
 
i
 
=
 
va_arg
(
ap
,
 
int
))

    
printf
(
"%d "
,
 
i
);

  
va_end
(
ap
);

  
putchar
(
'\n'
);

}

int
 
main
(
void
)

{

   
printargs
(
5
,
 
2
,
 
14
,
 
84
,
 
97
,
 
15
,
 
-1
,
 
48
,
 
-1
);

   
printargs
(
84
,
 
51
,
 
-1
);

   
printargs
(
-1
);

   
printargs
(
1
,
 
-1
);

   
return
 
0
;

}

```

이 프로그램은 다음과 같이 출력한다.
```
5 2 14 84 97 15
84 51

1

```

함수에서부터 다른 var 인자 함수를 부르기 위해 (예 - sprintf) 해당 함수의 var 인자 함수를 사용할 필요가 있다. (vsprintf가 이 예시에 있음)
```
void
 
MyPrintf
(
const
 
char
 
*
format
,
 
...)

{

  
va_list
 
args
;

  
char
 
buffer
[
BUFSIZ
];

  
va_start
(
args
,
 
format
);

  
vsnprintf
(
buffer
,
 
sizeof
 
buffer
,
 
format
,
 
args
);

  
va_end
(
args
);

  
FlushFunnyStream
(
buffer
);

}

```